# 趙效妃
趙效妃 （韓語：조효비，1991年7月15日—），韓國女子手球運動員，現為韓國國家女子手球隊隊員。

## 簡歷
2012年7月，趙效妃代表韓國出戰英國倫敦舉行的奥林匹克运动会女子手球比賽。